# Gare de Bussière-Galant
La gare de Bussière-Galant est une gare ferroviaire française de la ligne de Limoges-Bénédictins à Périgueux, et des anciennes lignes de Saillat-sur-Vienne à Bussière-Galant et de Bussière-Galant à Saint-Yrieix. Elle est située sur le territoire de la commune de Bussière-Galant, dans le département de la Haute-Vienne en région Nouvelle-Aquitaine.
C'est une gare de la Société nationale des chemins de fer français (SNCF), du réseau TER Nouvelle-Aquitaine, desservie par des trains express régionaux.

## Situation ferroviaire
Établie à 419 mètres d'altitude, la gare de bifurcation de Bussière-Galant est située au point kilométrique (PK) 438,635 de la ligne de Limoges-Bénédictins à Périgueux, entre les gares de Lafarge et de La Coquille, au PK 491,726 de la ligne de Saillat-sur-Vienne à Bussière-Galant, déclassée, et au PK 438,635 de la ligne de Bussière-Galant à Saint-Yrieix également déclassée.

## Histoire

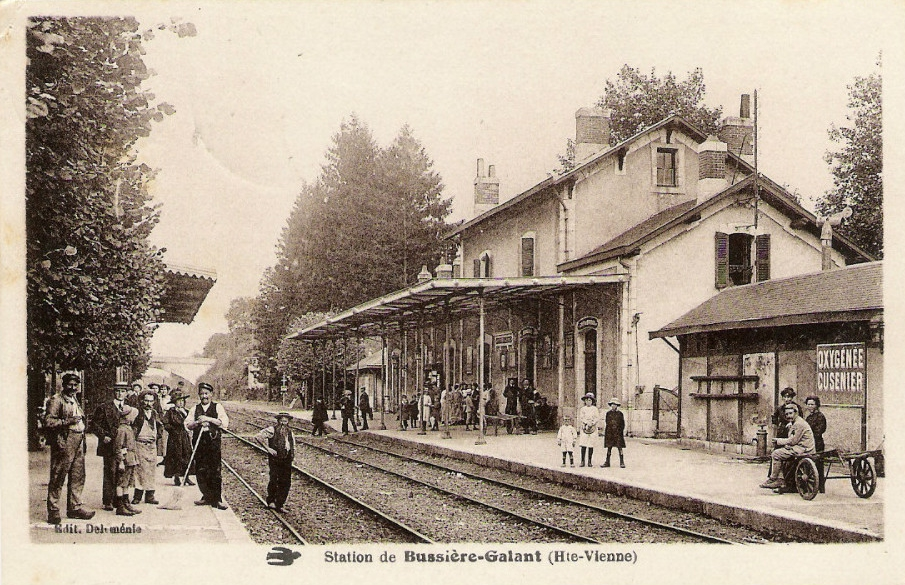
Carte postale de la gare de Bussière-Galant vers 1920.

La gare de Bussière-Galant est mise en service le 26 août 1861 par la Compagnie du chemin de fer de Paris à Orléans (PO), lorsqu'elle ouvre à l'exploitation la ligne de Limoges à Périgueux.
Le 31 décembre 1880, elle devient une gare de bifurcation en devenant l'un des terminus de la ligne de Saillat-sur-Vienne à Bussière-Galant ouverte à l'exploitation par l'Administration des chemins de fer de l'État.
Le 30 juillet 1905, une troisième ligne vient compléter le nœud ferroviaire de Bussière, avec la mise en service de la ligne de Bussière-Galant à Saint-Yrieix par la Compagnie du PO. Cette ligne est entièrement déclassée en 1954.
En 1940, le service des voyageurs de la ligne de Saillat-sur-Vienne à Bussière-Galant est arrêté. Le service des marchandises y est arrêté progressivement en cinq tronçons, de 1954 à 1996, le dernier étant celui d'Oradour-sur-Vayres à Bussière-Galant.
En 2022, selon les estimations de la SNCF, la fréquentation annuelle de la gare était de 18 613 voyageurs contre 17 746 voyageurs en 2019.

## Service des voyageurs

### Accueil
Gare SNCF, elle dispose d'un bâtiment voyageurs, avec guichet ouvert tous les jours.

### Desserte
Bussière-Galant est desservie par des trains express régionaux TER Nouvelle-Aquitaine de la relation Limoges-Benedictins - Périgueux - Bordeaux-Saint-Jean.

### Intermodalité
Un parc pour les vélos et un parking pour les véhicules y sont aménagés.

Installations de la gare
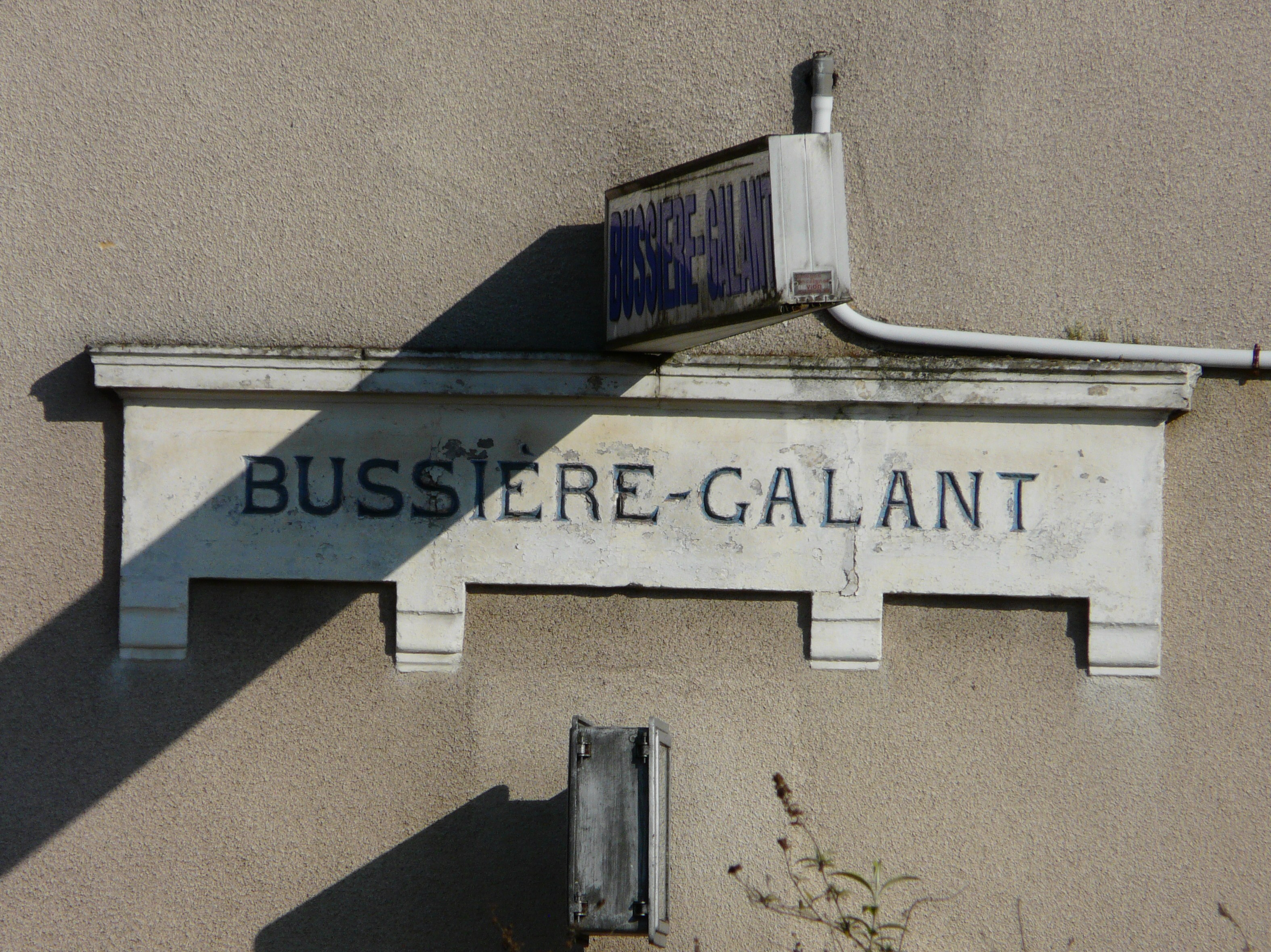
Le nom.
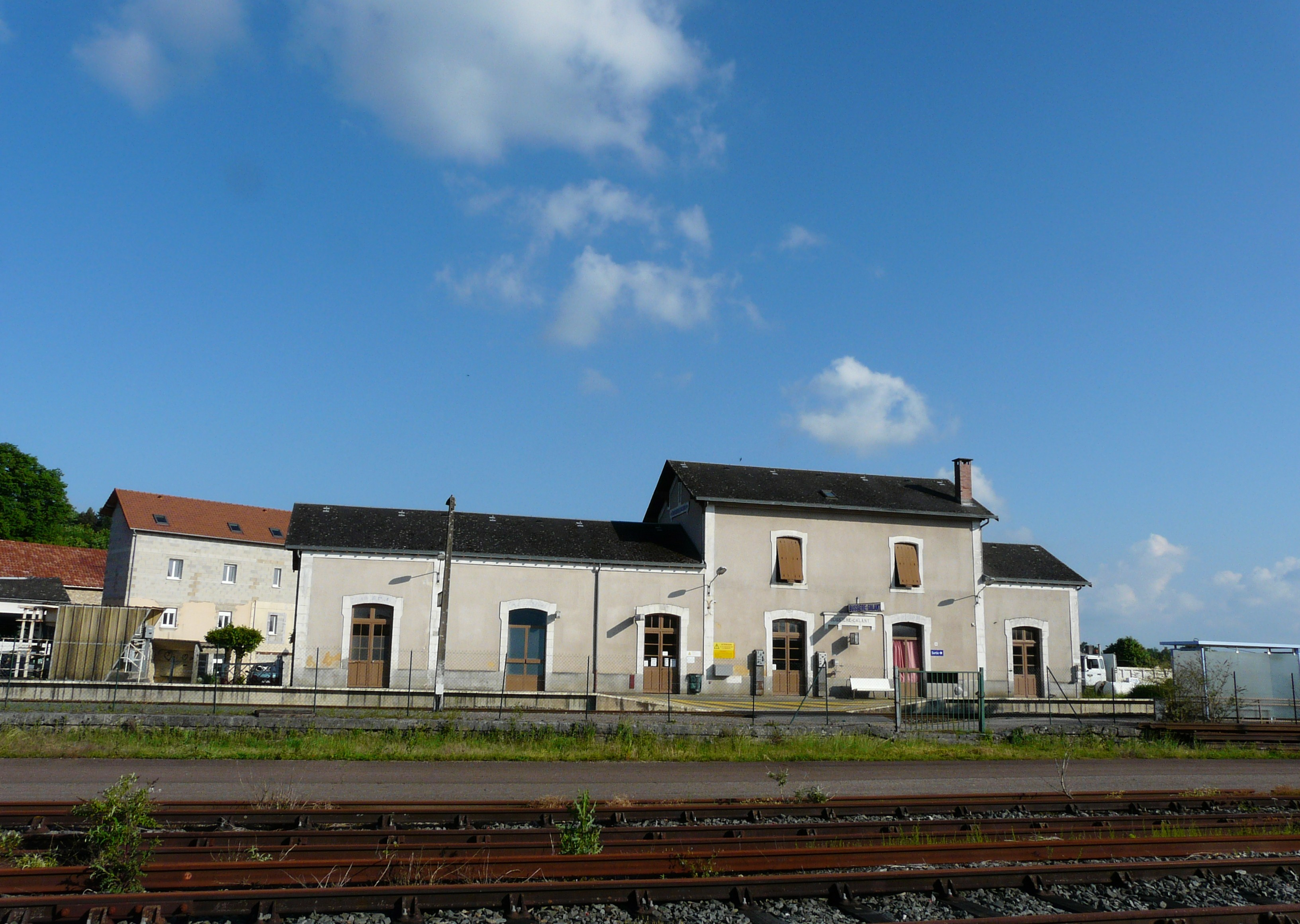
Les bâtiments, côté voies.